# Mönsterås bluesfestival
Mönsterås bluesfestival (Bluesfestivalen Mönsterås) startades 1994 av Calle Engström, Lars Hamnede och Anders Erlandsson. Tillkomsten skedde som en följd av förberedelserna och arrangerandet av Mönsterås Blues Band MBBs 20-årsjubileum. Festivalen har sedan dess hållits i början av sommaren varje år. Ett uppbåd av bluesartister uppträder då längs Storgatan i Mönsterås och sedan, senare under kvällen vid Parkskolan/Mönsteråsgymnasiet eller Blomstermåla folkets hus. Bluesfestivalen är en av de större inom sin genre i Sverige och har dragit många stora utländska artister.